# Emigrație

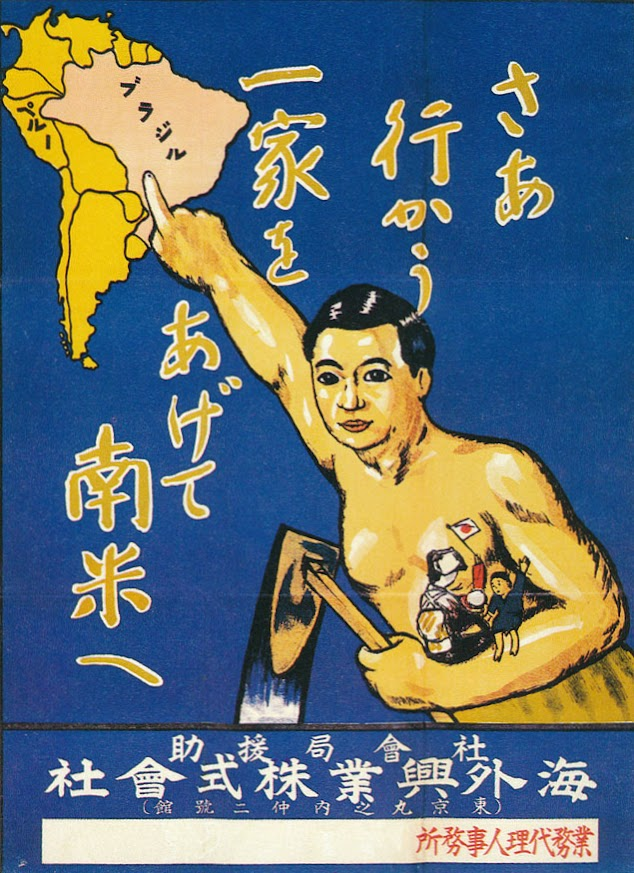
Afișul guvernului japonez care promovează America de Sud

Emigrația este actul sau fenomenul părăsirii țării sau regiunii natale de către un individ sau grup de indivizi pentru a se stabili în alta. Fenomenul privit nu prin prisma țării de origine, ci din cea a țării de destinație este cunoscut drept imigrație. Mișcările comunităților omenești mai înainte de apariția granițelor naționale, sau petrecute în interiorul unui stat poartă denumirea de migrație. 
Emigrarea poate avea diferite motive, unele politice, altele economice, sau chiar personale (precum căsătoria cu un cetățean al unui alt stat). În alte cazuri, oameni în vârstă din țări bogate, dar cu o climă rece, aleg să se mute în alte țări cu o climă mai caldă, după ce ies la pensie. 
Cei mai mulți emigranți politici sau economici se mută în noile regiuni sau țări însoțiți de toți membrii familiilor lor, sperând să găsească condiții mai bune de muncă, o piață a muncii mai dezvoltată sau pur și simplu un climat de pace. De-a lungul istoriei, numeroși emigranți s-au reîntors în patriile lor, după ce au reușit să strângă suficienți bani în țările de adopție. În unele cazuri, emigranții se mută în țări care se deosebesc profund de țările de origine prin tradițiile culturale, economice sau religioase. În astfel de cazuri, emigranții încearcă de cele mai multe ori să-și păstreze cultura, tradițiile sau limba, pe care de cele mai multe ori le transmit urmașilor. Conflictul dintre cultura nativă și cea a țării de adopție poate crea contraste sociale, care pot duce la neînțelegerea de către noii veniți a unor sisteme sociale sau legale pe care le găsesc ciudate. Pentru cea mai ușoară integrare în țara de adopție, dar și pentru a ajuta la păstrarea tradițiilor, emigranții se organizează în comunități și asociații. 
Emigrația a avut o influență profundă în lumea secolelor al XIX-lea și al XX-lea, în special în țări precum Statele Unite ale Americii, Canada, Brazilia, Argentina, Australia sau Noua Zeelandă. 
Fenomenele emigrației și imigrației nu trebuie confundate cu cel al migrației involuntară – transferurile de populație sau epurarea etnică. 
Previziunile OIM arată că din anul 2010 fenomenul migrației se va diminua semnificativ la nivel global.
Astfel, dacă între 2000 și 2005 s-au înregistrat aproximativ 3,3 milioane de emigranți pe an, rata celor care părăsesc țara de origine între 2005 și 2010 este estimată la 2,5 milioane pe an.
În plus, pentru 2010 - 2050 se estimează 2,3 milioane de emigranți pe an.
În anul 2012, în lume se înregistrau 215 milioane de migranți la prima generație, adică 3% din populația globului.

## Factori de tip „push” și „pull”
Demografii disting între factorii de la originea migrației care împing oamenii să plece și cei de la destinație care îi atrag. Motivele pentru migrație pot fi fie stimulente care atrag oamenii, cunoscuți ca factori „pull”, fie circumstanțe care încurajează o persoană să plece. Diversitatea factorilor de tip „push” și „pull” informează cercetările în management în eforturile de a înțelege mișcarea migranților.

### Factori „push” (care împing oamenii să plece)
- Condiții de trai precare sau supraaglomerare
- Lipsa oportunităților de angajare sau antreprenoriat
- Lipsa oportunităților educaționale
- Amenințarea cu arestul sau pedeapsa
- Persecuție sau intoleranță pe bază de rasă, religie, gen sau orientare sexuală
- Corupție politică, lipsa transparenței guvernamentale sau a libertății de exprimare
- Imposibilitatea de a găsi un partener de căsătorie
- Lipsa libertății religioase sau a libertății de a alege nicio religie
- Epuizarea resurselor, lipsa sau austeritate
- Serviciu militar obligatoriu, război sau terorism
- Expulzare prin forță armată sau coerciție
- Recesiune sau colaps economic
- Foamete sau secetă
- Conflicte culturale cu alte grupuri culturale

### Factori „pull” (care atrag oamenii)
- Calitate a vieții mai mare, creștere economică sau costuri de viață mai mici
- Încurajarea de a se alătura rudelor sau compatrioților; migrație în lanț
- Îmbogățire rapidă (ca în goana după aur)
- Mai multe oportunități de muncă sau promisiunea unor salarii mai mari
- Prosperitate sau surplus economic
- Oportunități educaționale (inclusiv universitate pentru adulți sau grădiniță pentru copii)
- Călătorie plătită în avans (ca de la rude)
- Construirea unei noi națiuni (istoric)
- Crearea de comunități culturale sau religioase specifice
- Libertate politică
- Oportunități culturale
- Oportunitate mai mare de a găsi un soț
- Climat favorabil
- Ușurința de a trece granițele
- Tarife reduse

### Critici
Unii cercetători critică abordarea „push-pull” în înțelegerea migrației internaționale. Referitor la listele de factori pozitivi sau negativi despre un loc, Jose C. Moya scrie „se pot întocmi cu ușurință liste similare pentru perioade și locuri unde nu a avut loc nicio migrație”.